# Sarah, vévodkyně z Yorku
Sarah, vévodkyně z Yorku, rozená Sarah Margaret Ferguson, (* 15. října 1959 Londýn) je britská mecenáška, mluvčí, spisovatelka a filmová producentka. Je bývalou členkou britské královské rodiny a bývalou manželkou královského prince Andrewa, vévody z Yorku, za něhož byla provdána od roku 1986 do jejich rozvodu v roce 1996.
Vévodkyně Sarah, o níž tisk často hovoří jako o Fergie, což je ve Velké Británii obecná přezdívka nositelů jména Ferguson, je mladší dcerou majora Ronalda Fergusona a Susan Barrantesové. S princem Andrewem má dvě dcery, princezny Beatrice a Eugenii z Yorku, jež jsou devátá a jedenáctá v linii následnictví britského trůnu.

## Zdravotní stav
V roce 2023 jí byla diagnostikována rakovina prsu. Následně podstoupila mastektomii. Během rekonstrukce prsou jí lékaři odebrali několik mateřských znamének na analýzu. U jednoho z nich byl v lednu 2024 zjištěn maligní melanom.